# Eisenbahnunfall von Linden

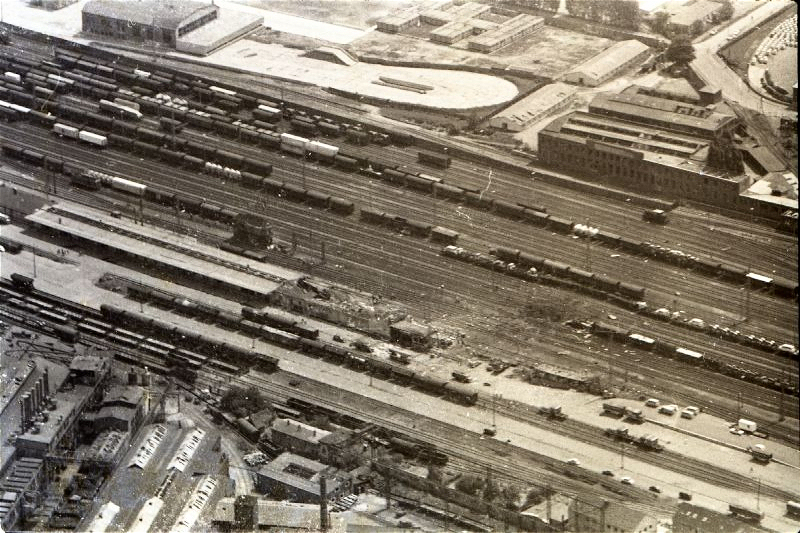
Luftbild des Unglücksortes

Beim Eisenbahnunfall von Linden explodierte am Sonntag, dem 22. Juni 1969, gegen 8:05 Uhr im Bahnhof Hannover-Linden ein in Brand geratener Güterwagen der Belgischen Staatsbahn (SNCB), der mit Munition für die Bundeswehr beladen war. Die Explosion tötete vier Bahnbeamte und acht Feuerwehrmänner.

## Ausgangslage
Der Durchgangsgüterzug 57767 führte vier Güterwagen mit, die mit je 216 Granaten vom Kaliber 17,5 cm für das Selbstfahrgeschütz M107 beladen waren. Der Güterwagen, der später den Eisenbahnunfall verursachte, gehörte der Belgischen Staatsbahn (SNCB).

## Unfallhergang
Gegen 8 Uhr bemerkte ein Streckenposten auf freier Strecke bei Vorbeifahrt des Zuges, dass ein Wagen Funken versprühte. Er vermutete eine festgeklemmte Bremse. Die Beobachtung wurde von weiteren Dienststellen, die der Zug passierte, bestätigt; der Zug wurde im Bahnhof Hannover-Linden angehalten. Hier brannte der Wagenboden bereits. Zu diesem Zeitpunkt wusste dort niemand, dass Waggons des Zuges mit Gefahrgut beladen waren. Ein Mitarbeiter des Güterbahnhofs besorgte Feuerlöscher, die Feuerwehr wurde alarmiert, ein anderer löste die Kupplung hinter dem brennenden Wagen und ließ den Zug etwas vorziehen, ein dritter begab sich mit dem Zugführer zur Lokomotive, um die Frachtbriefe einzusehen. Als sie dort sahen, was der brennende Wagen geladen hatte, informierten sie sofort den Fahrdienstleiter über eine Sprechsäule. Dieser warnte sofort über das Lautsprechersystem des Bahnhofs alle Mitarbeiter. Ein Bundesbahnbeamter lief dem gerade eintreffenden Löschzug 4 der Feuerwehr Hannover entgegen, um ihn zu warnen. In diesem Moment explodierten die Granaten; dies verursachte einen Krater von 15 Metern Durchmesser.
Die Feuerwehrfahrzeuge standen parallel zur Eisenbahnstrecke; die Explosion traf sie auf ihrer ganzen Seitenfläche. Lediglich ein Fahrzeug war teilweise durch eine Lagerhalle gedeckt.

## Folgen

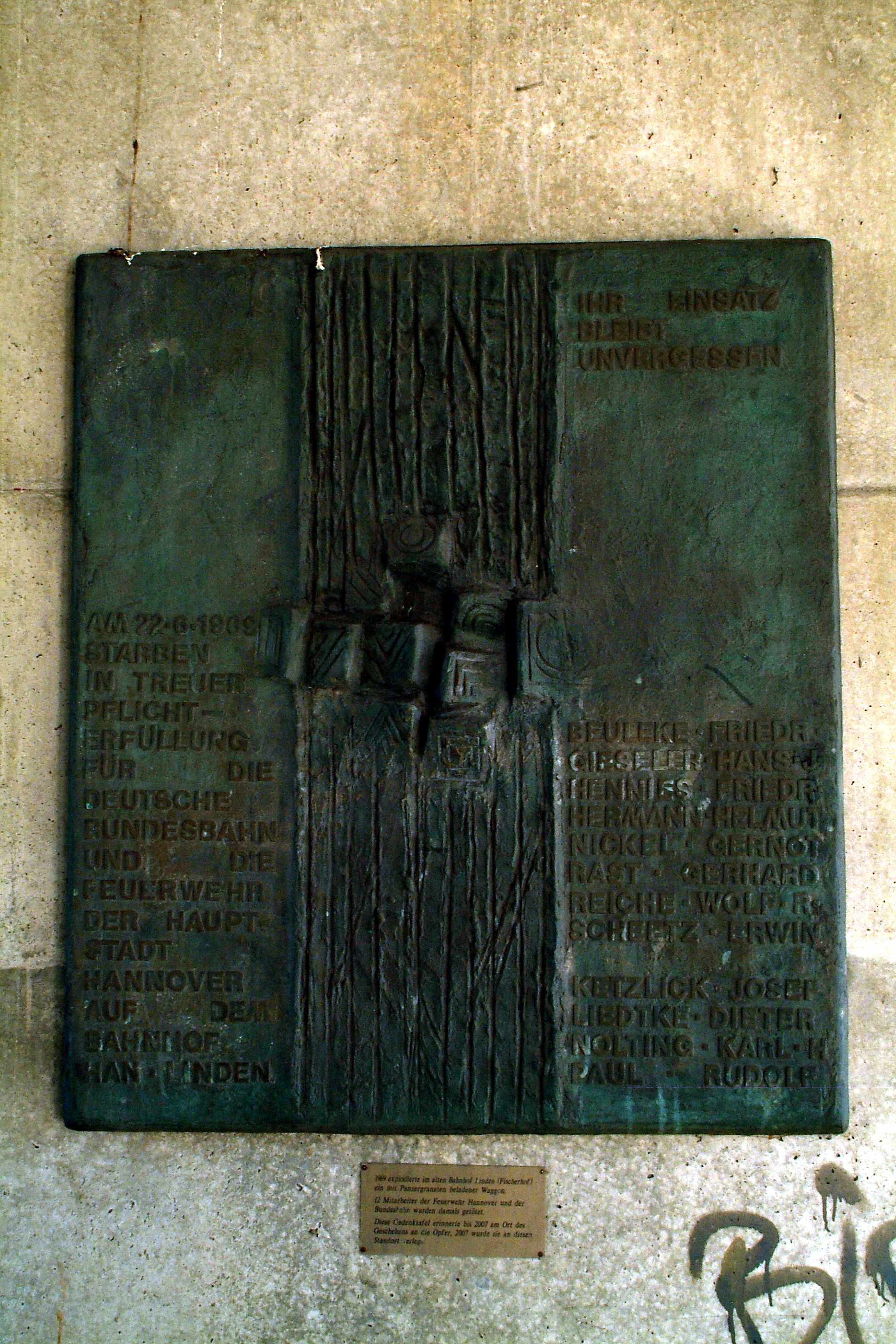
Gedenktafel für die Unfallopfer

Zwölf Menschen starben, dreißig weitere wurden – zum Teil schwer – verletzt. Neben dem Betriebsaufseher starben drei weitere Bahnbeamte und acht der zehn Feuerwehrmänner des Löschzuges. Ein Feuerwehrmann überlebte, weil der Einsatz während des Schichtwechsels stattfand und er hinter einem Fahrzeug seine Schuhe gegen Feuerwehrstiefel wechselte; ein anderer überlebte, weil er sich im Fahrzeug zufällig bückte.
Die Feuerwehrfahrzeuge wurden von Eisenteilen, Schotter und Granatsplittern durchlöchert, der Einsatzleitwagen durch die Luft geschleudert. Die Gleise und die Oberleitung wurden schwer beschädigt. Ein Autotransportzug, der im Bahnhof stand, kippte teilweise um. Insgesamt wurden zwei Güterwagen völlig zerstört, 71 zum Teil schwer beschädigt. In der Umgebung kam es an Fahrzeugen und Lagerhallen zu Bränden. Noch in drei Kilometern Entfernung wurden Splitter gefunden und Scheiben zerstört. Der Sachschaden betrug etwa vierzig Millionen Deutsche Mark.
Die Unfalluntersuchung kam – auch weil die Reste des Güterwagens extrem beschädigt waren – zu keinem eindeutigen Ergebnis, was den Brand ausgelöst hatte. Ein Heißläufer konnte ausgeschlossen werden. Am wahrscheinlichsten war eine nicht gelöste Bremse.
Aufgrund des Unfalles wurde für Eisenbahnwagen, die massenexplosionsfähige Güter transportieren, am 1. Mai 1970 vorgeschrieben, dass sie, um die Gefahr von Heißläufern zu mindern, mit Rollenachslagern sowie gegen möglichen Funkenflug mit Schutzblechen am Wagenboden ausgestattet werden mussten. Ferner dürfen nur kleine Gruppen von Munitionswagen mitgeführt werden und – wenn die Bremshundertstel ausreichten – sollten die Wagen ungebremst in den Zug eingestellt werden. International wurden für Munitionswagen lediglich Rollenachslager und Funkenschutzbleche vorgeschrieben. Außerdem wurde ein spezielles Warnzeichen eingeführt, das aber inzwischen, wie auch die Vorschrift zu den ungebremst mitfahrenden Wagen, nicht mehr in den internationalen Bestimmungen enthalten ist.